# Kermia bifasciata
Kermia bifasciata é uma espécie de gastrópode do gênero Kermia, pertencente a família Raphitomidae.